# David Malet Armstrong
David Malet Armstrong, född 8 juli 1926 i Melbourne, död 13 maj 2014 i Sydney, var en australisk filosof, filosofisk professor vid universitetet i Sydney. Han är känd för sina insatser inom metafysik och medvetandefilosofi, och för sitt försvar av en faktualistisk ontologi, en funktionalistisk syn på medvetandet och en modallogisk nödvändighetssyn angående naturlagar.
I A Materialist Theory of The Mind ("En materialistisk teori om medvetandet") försvarar han den så kallade identitetsteorin.

### Böcker
- Berkeley's Theory of Vision: A Critical Examination of Bishop Berkeley's Essay towards a New Theory of Vision. Melbourne: Melbourne University Press, 1960.
- Bodily Sensations. London: Routledge & K. Paul, 1962.
- Perception and the Physical World. London: Routledge & K. Paul, 1961. ISBN 0-7100-3603-5
- A Materialist Theory of the Mind. London: Routledge & K. Paul, 1968. ISBN 0-415-10031-3
- Belief, Truth and Knowledge. London: Cambridge University Press, 1973, ISBN 0-521-08706-6
- Universals and Scientific Realism. Cambridge: Cambridge University Press, 1978. ISBN 0-521-21741-5
- The Nature of Mind and Other Essays. Cornell University Press (1981). ISBN 0-8014-1353-2
- What is a Law of Nature? Cambridge: Cambridge University Press, 1983. ISBN 0-521-25343-8
- A Combinatorial Theory of Possibility. Cambridge: Cambridge University Press, 1989. ISBN 0-521-37427-8
- Universals: An Opinionated Introduction. Boulder, CO: Westview Press, 1989. ISBN 0-8133-0772-4
- A World of States of Affairs. Cambridge: Cambridge University Press, 1997. ISBN 0-521-58064-1
- The Mind-Body Problem: An Opinionated Introduction. Boulder, CO: Westview Press, 1999. ISBN 0-8133-9056-7
- Truth and Truthmakers. Cambridge University Press, 2004. ISBN 0-521-83832-0

### Artiklar i urval
- "Is Introspective Knowledge Incorrigible?" Philosophical Review 72 (1963), 417-32.
- "Meaning and Communication". Philosophical Review 80 (1971), 427-47.
- (with Peter Forrest) "An Argument against David Lewis' Theory of Possible Worlds". Australasian Journal of Philosophy 62 (1984), 164-8.
- "Classes are States of Affairs". Mind 100 (1991), 189-200.

### Övrigt
- "Interview". In Lee Jobling and Catherine Runcie (eds.), Matters of the Mind: Poems, Essays and Interviews in Honour of Leonie Kramer. Sydney: University of Sydney, 2001, 322-332.